# Golgo 13
Golgo 13 (ゴルゴ13?, Gorugo Sātīn) è un manga scritto e disegnato da Takao Saitō, pubblicato sulla rivista seinen Big Comic di Shōgakukan a partire dall'ottobre 1968. La trama segue il protagonista, un assassino professionista noto come Golgo 13. Questa serie è riconosciuta come il manga più vecchio ancora in pubblicazione e la sua edizione tankōbon è stata certificata dal Guinness dei primati per il maggior numero di volumi pubblicati per una singola serie manga.
Prima della sua morte nel 2021, Saitō aveva espresso il desiderio che il manga continuasse anche senza di lui, manifestando preoccupazione per la possibilità che la serie rimanesse incompiuta. A tal fine, il gruppo di creatori della Saitō Production continua la pubblicazione con l'assistenza del dipartimento editoriale di Big Comic.
Dal manga sono stati tratti due film live action, un film anime, Golgo 13, nel 1983, un OAV, Golgo 13: Queen Bee, nel 1998, una serie televisiva anime trasmessa dal 2008 al 2009 e sei videogiochi.
Con circa 300 milioni di copie in circolazione in diversi formati, inclusi i libri compilation, Golgo 13 è una delle serie manga più vendute. Ha vinto il Premio Shōgakukan per i manga nel 1975 nella categoria manga generale e il Grand Prize al Japan Cartoonists Association Award nel 2002.

## Trama
La storia ruota intorno a Duke Togo, un sicario professionista e cecchino formidabile che viaggia per il mondo per portare a termine le missioni assegnategli dai suoi committenti. Il suo vero nome, l'età e il luogo di nascita sono sconosciuti, e non c'è consenso nella comunità mondiale dei servizi segreti sulla sua vera identità. La maggior parte dei suoi incarichi sono portati a termine attraverso l'uso di un fucile M16 personalizzato e dotato di cannocchiale. Il suo pseudonimo più frequente è Duke Togo (デューク・東郷?, Dyūku Tōgō), ma si fa chiamare anche Tadashi Togo (東郷 隆?, Tōgō Tadashi) e Togo Rodriguez (トーゴ・ロドリゲス?, Tōgo Rodorigesu).
Duke Togo ha una personalità molto tranquilla e parla solo quando necessario, mostrando pochissime o nessuna emozione quando esegue un assassinio. È disposto a uccidere chiunque minacci di smascherarlo. Accetta molti lavori di assassinio diversi, da chiunque possa permettersi i suoi servizi. Dal semplice sparo a una corda di violino all'eliminazione di potenti boss del crimine organizzato e di personaggi politici, questi omicidi hanno spesso attirato ritorsioni contro Golgo 13, persino in una fase in cui l'FBI, la CIA e persino l'esercito degli Stati Uniti hanno cercato di ucciderlo. Questo ha reso necessario che Togo debba sempre guardarsi le spalle e prestare attenzione a ciò che lo circonda per fermare altri assassini e killer a contratto impiegati per ucciderlo in modi spesso creativi. Golgo 13 impiega anche molte persone diverse per assisterlo nei suoi lavori di assassinio, ad esempio per fornire informazioni aggiuntive sui suoi obiettivi o per modificare le sue armi, i suoi veicoli e i suoi gadget.
Il nome "Golgo 13" è un riferimento alla morte di Gesù Cristo. Golgo è l'abbreviazione di Golgotha, il luogo della crocifissione di Gesù, mentre il numero 13 è considerato un numero sfortunato. Inoltre, il logo di Golgo 13 è uno scheletro che indossa una corona di spine.
Il passato di Duke Togo è un mistero. Anche se il suo aspetto asiatico suggerisce che potrebbe essere di origine giapponese, molte storie di Golgo 13 hanno presentato diverse speculazioni sulla sua vera identità, presentando informazioni contraddittorie e lasciando i lettori incerti su quali siano le informazioni vere. Si sa che potrebbe essere il padre biologico di molti bambini in tutto il mondo, grazie ai numerosi incontri sessuali che ha avuto con donne nel corso della serie, come il figlio di quattro anni di nome Joey avuto dall'ex combattente della Provisional Irish Republican Army Catherine McCall.
Per quanto riguarda l'età del personaggio, molte storie sono datate perché incentrate su eventi attuali dell'epoca. Tuttavia, lo stesso Golgo 13 non è invecchiato in modo significativo per tener conto di questi eventi. Inoltre, nel corso della serie ha subito molteplici ferite che gli hanno lasciato diverse cicatrici sul corpo.

## Produzione
All'inizio, Takao Saitō ha sviluppato un sistema in cui creava l'impaginazione sulla base di una sceneggiatura scritta dal dipartimento editoriale. Inoltre, inchiostrava i volti dei personaggi principali, mentre gli assistenti fornivano gli sfondi e altri elementi. Ha fatto ricerche approfondite per garantire l'accuratezza, soprattutto quando la trama riguardava la tecnologia. Kazuo Koike è stato uno degli scrittori della serie all'inizio. L'autore Yoichi Funado ha scritto circa 30 storie per Golgo 13, tre delle quali sono state successivamente romanzate. Takashi Nagasaki è stato il curatore editoriale di Saitō per la serie a metà degli anni '80, e in seguito ha scritto due storie per il manga con lo pseudonimo di "Keishi Edogawa".
Secondo Jason Thompson, diverse storie di Golgo 13 non sono state ristampate perché "offensive o diffamatorie". Thompson ne elenca una del 1986 a causa delle lamentele dell'ambasciata iraniana in Giappone, un'altra del 1988 sul riciclaggio di denaro in Vaticano e una del 1989 su un attore di Hollywood ricattato quando qualcuno scopre che ha l'AIDS.
Nel 2013, Saitō ha dichiarato che, poiché era spesso preoccupato che il suo manga venisse cancellato, aveva pianificato un finale che includeva persino la disposizione delle tavole. Ha dichiarato di non avere idea di quando Golgo 13 sarebbe finito, affermando: "Il manga è andato avanti così a lungo che non è più di proprietà dell'autore, ma dei lettori". Due anni dopo, il quarto numero del 2015 di Big Comic ha annunciato che la serie si stava "dirigendo verso la sua conclusione".
A causa delle difficoltà sorte a causa delle restrizioni attuate dal governo per combattere la pandemia di COVID-19 in Giappone, Golgo 13 ha iniziato la sua prima pausa nei suoi 52 anni di storia nel maggio 2020. La serializzazione è ripresa il 7 luglio 2020.
Saitō è morto di cancro al pancreas a 84 anni il 24 settembre 2021. Secondo Shōgakukan, Saitō disse prima di morire che voleva che il manga continuasse senza di lui. Il gruppo di creatori del manga Saitō Production continua la sua pubblicazione con l'assistenza del dipartimento editoriale di Big Comic.

## Media

### Manga
Scritto e disegnato da Takao Saitō, Golgo 13 viene serializzato sulla rivista di manga Big Comic di Shōgakukan a partire dal numero di gennaio 1969, pubblicato nell'ottobre 1968 e rappresenta pertanto il manga più longevo ancora in corso. I capitoli sono periodicamente raccolti in volumi tankōbon da Shōgakukan e Leed Publishing, un'etichetta spin-off della Saitō Production, a partire dal 21 giugno 1973. Fino al 4 aprile 2025, sono stati pubblicati 216 volumi. Inoltre, la serie è disponibile anche in formato bunkoban, con il primo uscito il 30 settembre 2002 e l'ultimo, il 173°, pubblicato il 30 ottobre 2024. Nonostante la morte di Takao Saitō nel settembre 2021, il manga continua ad essere pubblicato come da istruzioni dell'autore.
Un manga spin-off intitolato Jūki shokunin Dave (銃器職人・デイブ?, Jūki shokunin Deibu, lett. "Dave l'armaiolo"), incentrato sul personaggio Dave McCartney, ha iniziato la serializzazione nel numero speciale di agosto di Bic Comic il 17 luglio 2021 e ha concluso la sua "prima stagione" il 17 maggio 2022. La creazione del manga è stata attribuita a Saitō e alla Saitō Production. I capitoli sono stati raccolti in un volume tankōbon pubblicato il 30 settembre 2022.
Un secondo spin-off, Golgo Camp (ゴルゴCAMP?, Gorugo Kyanpu), creato da Yukio Miyama, è stato lanciato sull'app MangaONE di Shōgakukan il 28 agosto 2021. Questa serie è una gag comedy che segue Golgo 13 in un contesto di campeggio moderno. I capitoli sono stati raccolti in un volume tankōbon pubblicato il 12 gennaio 2023.
Un terzo spin-off, G no idenshi: Shōjo Fanette (Gの遺伝子 少女ファネット? lett. "Gene di G: Ragazza Fanette"), ha iniziato la serializzazione nel numero di agosto di Big Comic Zōkan il 15 luglio 2022. La storia si concentra su Fanette, una studentessa francese delle medie che possiede i geni di Golgo. I capitoli vengono raccolti in volumi tankōbon a partire dal 30 maggio 2023. Fino al 29 febbraio 2024 sono stati pubblicati 2 volumi.
Nel 1986, Leed Publishing ha tradotto in inglese e pubblicato quattro storie di Golgo 13 scritte da Patrick Connolly: Into the Wolves' Lair, Galinpero, The Ice Lake Hit e The Ivory Connection. Nel 1989 e 1990, Leed e Vic Tokai hanno pubblicato altri due fumetti di Golgo 13, The Impossible Hit e The Border Hopper, per promuovere due videogiochi ispirati alla serie. Questi fumetti sono stati distribuiti negli Stati Uniti attraverso un'offerta postale con l'acquisto dei giochi e sono stati distribuiti anche in confezione con i videogiochi stessi. Ogni numero conteneva una storia completa, non correlata alle trame dei videogiochi. Nel 1991, Leed Publishing e Viz Media hanno pubblicato The Professional: Golgo 13, una miniserie in tre parti che riprendeva The Argentine Tiger, una storia in cui Golgo viene ingaggiato dal governo britannico per assassinare l'ex presidente argentino Juan Perón. Nel 2006, Golgo 13 è stato riproposto da Viz Media come parte della raccolta Viz Signature. Le storie incluse attingono ai quarant'anni di storia del manga e non seguono necessariamente l'ordine di pubblicazione originale. In totale, sono stati pubblicati tredici volumi, il tredicesimo dei quali è uscito il 19 febbraio 2008. Ogni volume si conclude con un commento editoriale su Golgo 13 come fenomeno culturale in Giappone.
In Italia, l'editore Edizioni BD ha pubblicato due antologie della serie principale sotto l'etichetta J-Pop. La prima, intitolata Golgo 13 - Author's Selection, è composta da tre volumi selezionati dall'autore Takao Saitō ed è stata pubblicata il 12 maggio 2012. La seconda raccolta, Golgo - Reader's Selection, anch'essa composta da tre volumi, presenta capitoli selezionati dai lettori ed è stata pubblicata il 6 dicembre 2014.
Ulteriori antologie sono state distribuite in Corea del Sud da Seoul Media Comics, in Francia da Glénat e in Spagna da Glénat Espagne.

### Film live action
Nel 1973, la Toei Company ha prodotto un film live-action intitolato semplicemente Golgo 13, diretto da Junya Sato e interpretato da Ken Takakura nel ruolo di Duke Togo e da Pouri Banayi nel ruolo di Catherine Morton. Il film è stato girato interamente nello Stato Imperiale dell'Iran con un cast di supporto interamente persiano. Seguì Golgo 13: Assignment Kowloon nel 1977, diretto da Yukio Noda, che sostituì Takakura con Sonny Chiba. Nel 2011, la casa di produzione Davis Film ha ottenuto i diritti cinematografici americani di Golgo 13.

### Anime
La prima serie anime di Golgo 13 è andata in onda su TBS nel 1971 per 40 episodi. Questa serie, considerata perduta per molti anni, è stata ritrovata nel novembre 2023 e trasmessa nuovamente in televisione per la prima volta dopo oltre 50 anni. Alcuni episodi selezionati sono stati trasmessi su BS-TBS con il titolo Golgo 13 Selection, dal 10 al 17 dicembre 2023. Gli episodi della serie sono stati resi disponibili in streaming su Amazon Prime Video e altri servizi di streaming in Giappone il 29 dicembre 2023, pubblicando i primi dieci episodi. Altri dieci episodi sono stati distribuiti alla fine di ogni mese, con tutti i 40 episodi disponibili entro la fine di marzo 2024.
Un film d'animazione per il cinema, Golgo 13, è stato diretto da Osamu Dezaki e distribuito nel 1983. È stato edito in italiano in VHS da Yamato Video nel 1992. Il film incorpora l'animazione CGI, che all'epoca era agli albori. Ciò è particolarmente evidente nella scena in cui gli elicotteri dell'esercito girano intorno alla Dawson Tower e attaccano Golgo mentre si arrampica verso l'ufficio di Dawson all'ultimo piano.
Golgo 13: Queen Bee è un OAV uscito nel 1998. Tesshō Genda fornisce la voce di Golgo 13.
Una serie televisiva anime di Golgo 13 è stata prodotta e trasmessa su TV Tokyo e altre emittenti dall'11 aprile 2008 al 27 marzo 2009, per un totale di 50 episodi. La voce di Golgo 13 è stata fornita da Hiroshi Tachi. La prima sigla di apertura è stata Take the Wave di Naifu per i primi 25 episodi, seguita da So Far Away di Pinc Inc per i restanti. La prima sigla di chiusura è Highway of Glass (ガラスのハイウェイ?, Garasu no Haiwei) di doa per i primi 12 episodi, mentre Yume no hitotsu (夢のひとつ?) di Garnet Crow è stata usata per gli episodi dal 13 al 25. La terza sigla di chiusura è Sono hohoemi yo eien ni (その笑顔よ 永遠に?) di Aiko Kitahara per gli episodi dal 26 al 38, e la sigla di chiusura è Mou kimi wo hitori ni sasenai (もう君をひとりにさせない?) di U-ka Saegusa in dB dal 39 al 50.

### Videogiochi
Numerosi videogiochi ispirati a Golgo 13 sono stati pubblicati nel corso degli anni, a partire dal primo titolo per Sega SG-1000 nel 1984, seguito da Golgo 13: Oi no su per MSX nel 1985. Per il NES, Vic Tokai ha pubblicato due giochi: Golgo 13: Top Secret Episode nel 1988 e The Mafat Conspiracy nel 1990. Questi due titoli sono gli unici giochi di Golgo 13 ad essere stati pubblicati ufficialmente in inglese, mantenendo la licenza originale.
Nel 1998, sono stati lanciati in Giappone due manga digitali per PlayStation e Microsoft Windows, i quali offrono un'opzione di testo sia in giapponese che in inglese. Namco e Eighting/Raizing hanno sviluppato tre giochi arcade con pistola ottica, simili alla serie Silent Scope, ma con alcune differenze significative. Il fucile utilizzato nei giochi presenta solo una lente di ingrandimento e non un monitor come in Silent Scope. Lo schermo si attivava sul bersaglio solo quando il sensore sulla base del fucile viene attivato manualmente dal giocatore. Ogni missione è preceduta da un riassunto manga composto da otto-dieci vignette. Le prime due versioni, Golgo 13 (1999) e Golgo 13 2 - Kiseki no dandou (2000), utilizzano l'hardware Namco System 12, mentre la terza, Golgo 13 3 - Juusei no chinkonka (2001), opera su hardware Namco System 10.
Il titolo più recente della serie, Golgo 13: File G-13 o oe, è stato pubblicato per Nintendo DS il 18 giugno 2009 da Marvelous Entertainment. Questo gioco include una vasta modalità quiz con domande che coprono i quarant'anni di storia di Golgo 13, oltre a vari minigiochi. Uno di questi, "Non stare dietro di me", richiede al giocatore, nei panni di Golgo 13, di colpire le persone che si avvicinano alle sue spalle, richiamando la tagline dell'anime del 2008: "Non stare dietro di lui, se tieni alla tua vita". Il gioco si svolge con il DS posizionato lateralmente, simile a un libro.
In aggiunta, esiste una console portatile LCD basata su Golgo 13 pubblicata solamente in Giappone da Popy nel 1982 e diverse macchine da pachinko e pachislot sono state distribuite tra il 2001 e il 2017, una delle quali ha avuto un simulatore per PlayStation nel 2002.
Infine, una versione dell'arma distintiva di Golgo 13, l'M16 con mirino, è stata inclusa nella versione giapponese di Alliance of Valiant Arms come arma utilizzabile.

### Altri media
Il personaggio di Golgo 13 è apparso in diversi spot televisivi in Giappone, tra cui quelli realizzati per NEC e Lotte Black Black. Inoltre, è stato prodotto un radiodramma con Masane Tsukayama nel ruolo di Golgo 13. Tokyo Marui ha creato una pistola air soft ispirata al fucile utilizzato dal protagonista. Il 25 agosto 2009, viene pubblicata una statuetta basata su Golgo 13. La serie ha ispirato un romanzo di Kowa Kaburaya intitolato 99% shippai shinai Golgo 13-ryū Professional no ryūgi (99%失敗しない「ゴルゴ13」流プロフェッショナルの流儀? lett. "Lo stile professionale "Golgo 13" che non fallisce mai nel 99% dei casi"), pubblicato il 22 ottobre 2012. Questo libro promuove le tecniche professionali di Golgo 13 applicabili nel contesto lavorativo.

## Accoglienza
Golgo 13 ha ricevuto numerosi riconoscimenti, tra cui il 21º Premio Shōgakukan per i manga nella categoria generale nel 1975, il Grand Prize ai Japan Cartoonists Association Award nel 2002 e lo Special Judges Award al 50° Premio Shōgakukan per i manga nel 2005. Nel 2013, Golgo 13 è stato collocato al terzo posto nella lista di manga per numero di albi, mentre i 280 milioni di copie vendute lo hanno reso il secondo manga più venduto di sempre. Nell'aprile 2021, il manga è entrato nel Guinness dei primati come il fumetto giapponese con il maggior numero di volumi pubblicati. Con la pubblicazione del volume 201 nel luglio 2021, Golgo 13 è stato nuovamente certificato dal Guinness dei primati per il "maggior numero di volumi pubblicati per una singola serie manga", superando Kochikame di Osamu Akimoto. Nel sondaggio Manga Sōsenkyo 2021 di TV Asahi, che ha visto la partecipazione di 150 000 votanti, Golgo 13 si è classificato al 36° posto tra le migliori serie manga. Questa opera è considerata fondamentale per la diffusione del movimento gekiga nei fumetti giapponesi, il quale si propone di realizzare storie più realistiche e drammatiche. L'autore Takao Saitō ha espresso sorpresa per la popolarità della sua serie all'estero, poiché essa è profondamente radicata nella cultura giapponese e nei samurai. Ha spiegato che il modo in cui Golgo spara richiama lo iaidō, l'arte marziale di estrarre la spada e mimare un colpo mortale: "Evoca lo iaidō. È lo stesso movimento e la stessa forma. Amo le storie dei samurai giapponesi ed è per questo che, inconsciamente, Golgo si muove come un samurai. Pensavo che gli stranieri non avrebbero capito la storia".
A marzo 2021, Golgo 13 aveva superato i 300 milioni di copie in circolazione in vari formati, inclusi i libri compilation, rendendolo la seconda serie manga più venduta e la serie manga seinen più venduta della storia.
Carl Kimlinger di Anime News Network ha paragonato il lavoro di Takao Saitō su Golgo 13 ai romanzi di autori come John le Carré e Frederick Forsyth, descrivendo le storie come "oscure, meticolosamente costruite e faticosamente realistiche". Leo Lewis del Financial Times ha descritto il protagonista, Duke Togo, come un "cugino letterario di James Bond" privo degli elementi più soft dei suoi colleghi, definendolo "senza peli sulla lingua, misogino e inesorabile". Il Daily Vanguard ha descritto Duke come "un duro, simile a un incrocio tra Ispettore Callaghan: il caso Scorpio è tuo! e Solid Snake di Metal Gear Solid". JC DuBois di Dragon's Anime ha criticato le affermazioni secondo cui i colpi di Golgo 13 sarebbero impossibili da realizzare a causa di fattori come il vento o l'effetto Coriolis. Ha ribadito che "l'intera mistica di Golgo 13 è che è semplicemente così dannatamente bravo. Può fare quei colpi e può farlo con un solo colpo".